# 穆拉法河

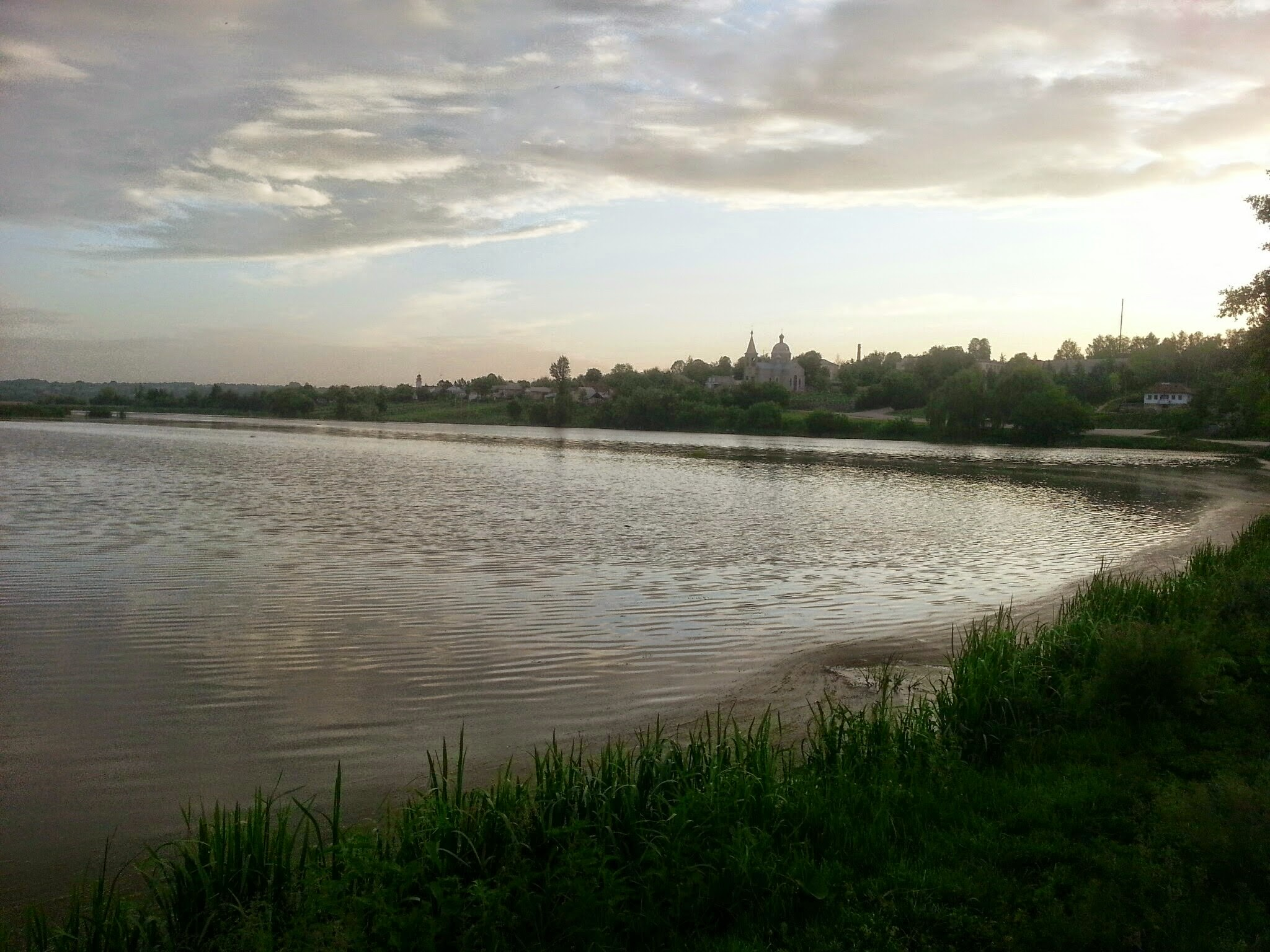

穆拉法河（烏克蘭語：Мурафа），是烏克蘭的河流，位於該國西南部，流經文尼察州，屬於德涅斯特河的左支流，流經波多尔高地，河道全長163公里，流域面積2,410平方公里。